# جولای جونگ
جونگ جو ری (کره‌ای: 정주리؛ زادهٔ ۱۹۸۰) که با نام جولای جونگ شناخته می‌شود، کارگردان و فیلم‌نامه‌نویس اهل کره جنوبی است. نخستین تجربه کارگردانی فیلم بلند او به نام دختری در درب خانه‌ام (۲۰۱۴) بود که برنده جایزه بهترین فیلم در بیست و پنجمین جشنواره فیلم استکهلم شد. او همچنین جایزه بهترین کارگردان جدید در بیست و سومین جوایز فیلم بوایل را برنده شد. در سال ۲۰۲۲، او فیلم سوهی بعدی را کارگردانی کرد.